# Ankh

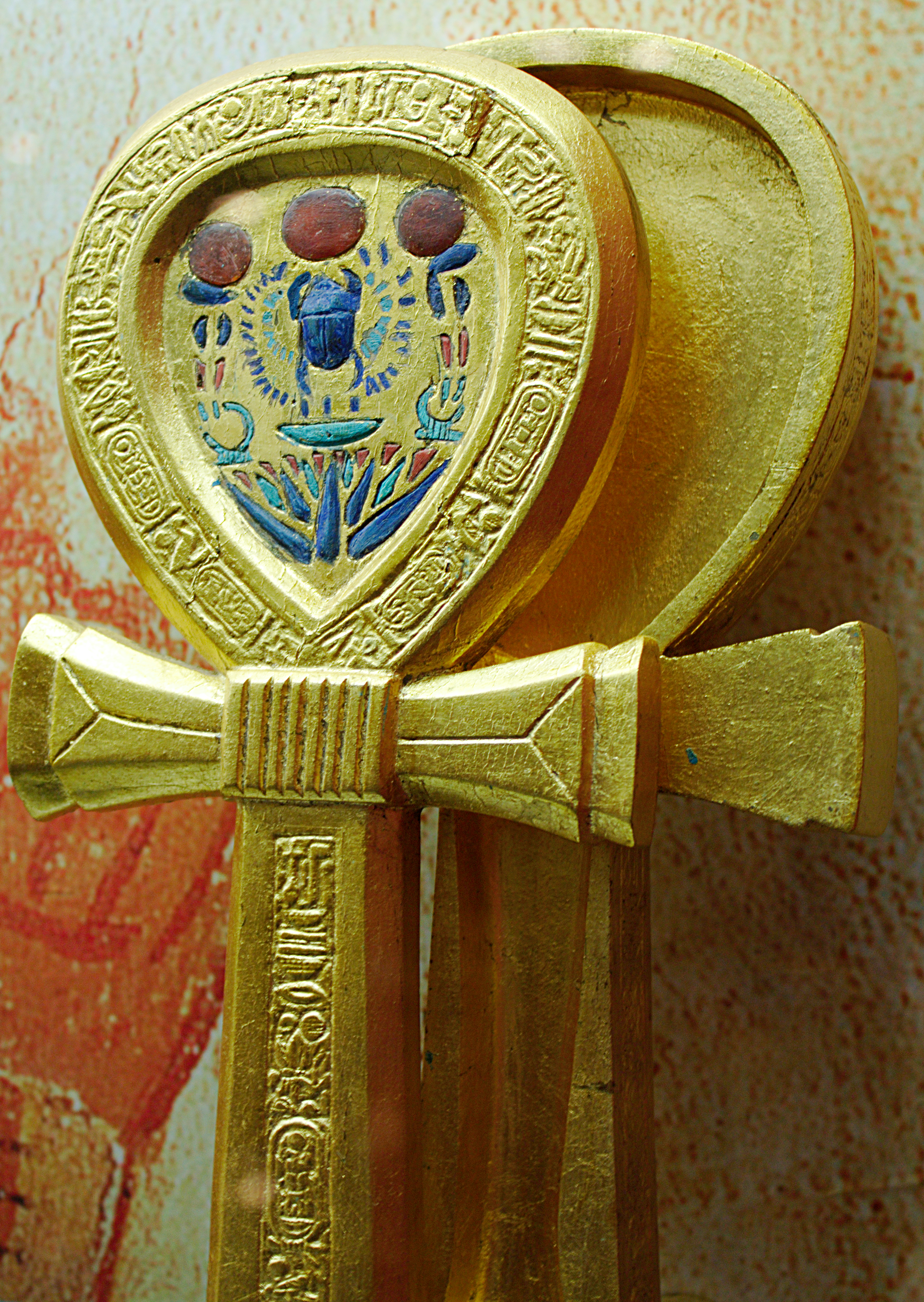
Ankh.

Denna artikel handlar om tecknet ankh, men Ankh är även namnet på den flod som flyter genom den fiktiva staden Ankh-Morpork.

Ankh.

Ankh (☥) var den hieroglyf som stod för ordet ʿnḫ, d.v.s. livet. Gudar i den egyptiska mytologin kunde bära den i öglan eller hålla en i varje hand korslagda över bröstet. Latinska uttolkare har tolkat symbolen som crux ansata, ett "kors med ett handtag".

## Betydelse
Vad symbolen föreställer förblir ett mysterium för egyptologer. Några spekulationer tolkar det som en stiliserad livmoder, en hypotes som inte vunnit allmänt erkännande. Sir Alan Gardiner har föreslagit att symbolen föreställer en sandal med handtaget lagt kring smalbenet. Ordet för sandal skrevs också ʿnḫ men kan ha uttalats annorlunda. Det har även föreslagits att symbolen skall vara en schematisk karta över Egypten med den nedre linjen som Nilen, öglan som Nildeltat. Den horisontella linjen skulle då markera kopplingen mellan de två stränderna som ofta fick representera livet respektive döden. 

## Förekomst
Ankh-tecknet förekommer rikligt på gravar och i annan egyptisk konst till exempel i bilder där gudar och gudinnor i livet efter detta överräcker livets gåva till en död människas mumie. Symbolen bars också av egyptier som amulett, både ensam eller tillsammans med hieroglyferna för "styrka" och "hälsa". Speglar utformades ofta i form av en ankh.  
Symbolen har också inlemmats i den kristna kyrkan, främst inom den Egyptisk-koptiska kyrkan där den symboliserar Kristi uppståndelse. Korset kallas i dessa sammanhang för Uppståndelsekors (crux ansata).

## Liknande symboler
Den snarlika venussymbolen (♀) användes för den romerska gudinnan Venus. Denna symbol, ofta kallad "Venus handspegel", associeras vanligen som en symbol för livmodern. I astrologin får samma symbol representera planeten Venus, i alkemin ämnet koppar och i biologin det kvinnliga könet.

## Inom kultur
I populärkulturen används ofta ankh-symbolen eftersom den konnoterar uråldrig historia, mystiska livskrafter och andlig magi. Ibland får den ensam agera logotyp för det forntida Egypten. Symbolen syns ofta också i batiktryck på t-shirtar, den används som symbol för panafrikanism och förekommer i flera tecknade serier, filmer och datorspel. 
1982 - 1983 använde Vinnie Vincent en medlem i hårdrocksbandet KISS ankh-symbolen som sin sminkning. På sina kläder hade han andra egyptiska symboler. 
En variant av Ankh-symbolen finns med i musikvideon till Ace of Base låt "The sign".
Ankh-symbolen används ofta inom subkulturerna Post-Punk och Goth.

## Övrigt
I Unicode har ankh värdet U+2625 (☥).